# Daulatabad
 (janvier 2017).
Si vous disposez d'ouvrages ou d'articles de référence ou si vous connaissez des sites web de qualité traitant du thème abordé ici, merci de compléter l'article en donnant les références utiles à sa vérifiabilité et en les liant à la section « Notes et références ».
Daulatabad (Marâthî दौलताबाद ; persan دولتآباد ; « la ville fortunée » ), est une ville forte du XIVe siècle située dans le Maharashtra, en Inde, à environ 16 km au nord-ouest de Aurangâbâd. Le lieu est connu dès le VIe siècle apr. J.-C. sous le nom de Devagiri ou Deogiri, époque où il était une ville importante du plateau du Deccan, située le long des routes caravanières. Ce n'est plus aujourd'hui qu'un village.
La ville est célèbre pour être, à partir de 1327, la capitale de la dynastie des Tughlûq sous Muhammad bin-Tughlûq, qui lui donne le nom de Daulatabad après y avoir transféré de force l'ensemble de la population de Delhi, faisant de nombreuses victimes. Deux ans plus tard, la ville est abandonnée à cause du manque d'eau.

## Galerie

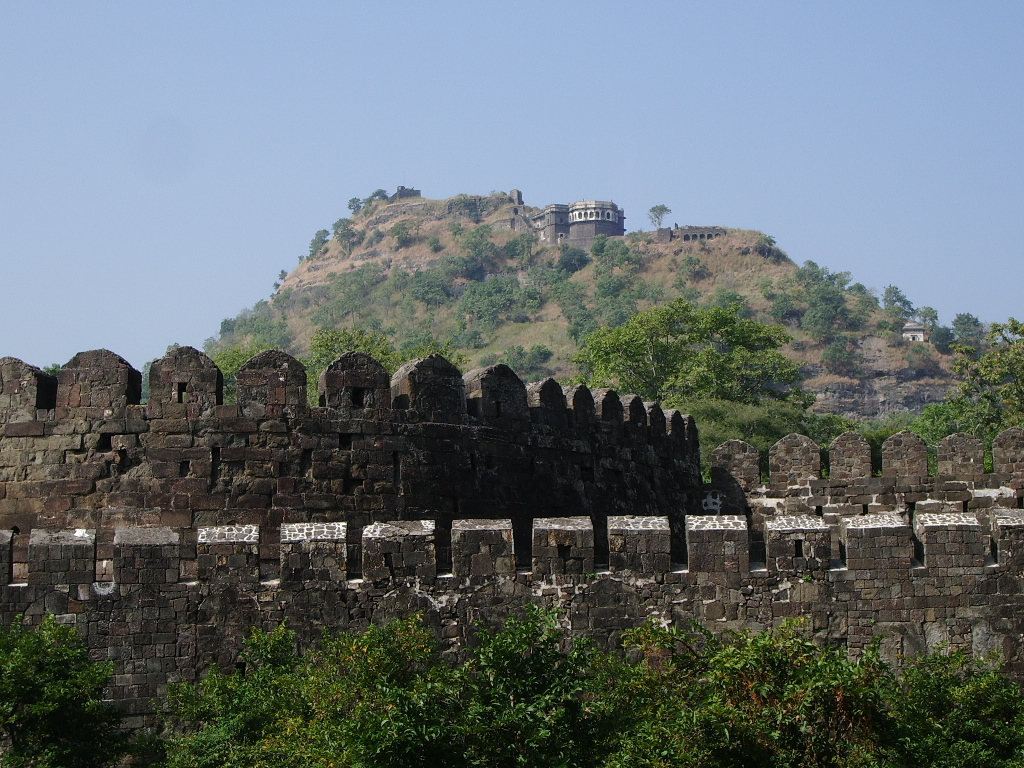
Le fort de Devagiri
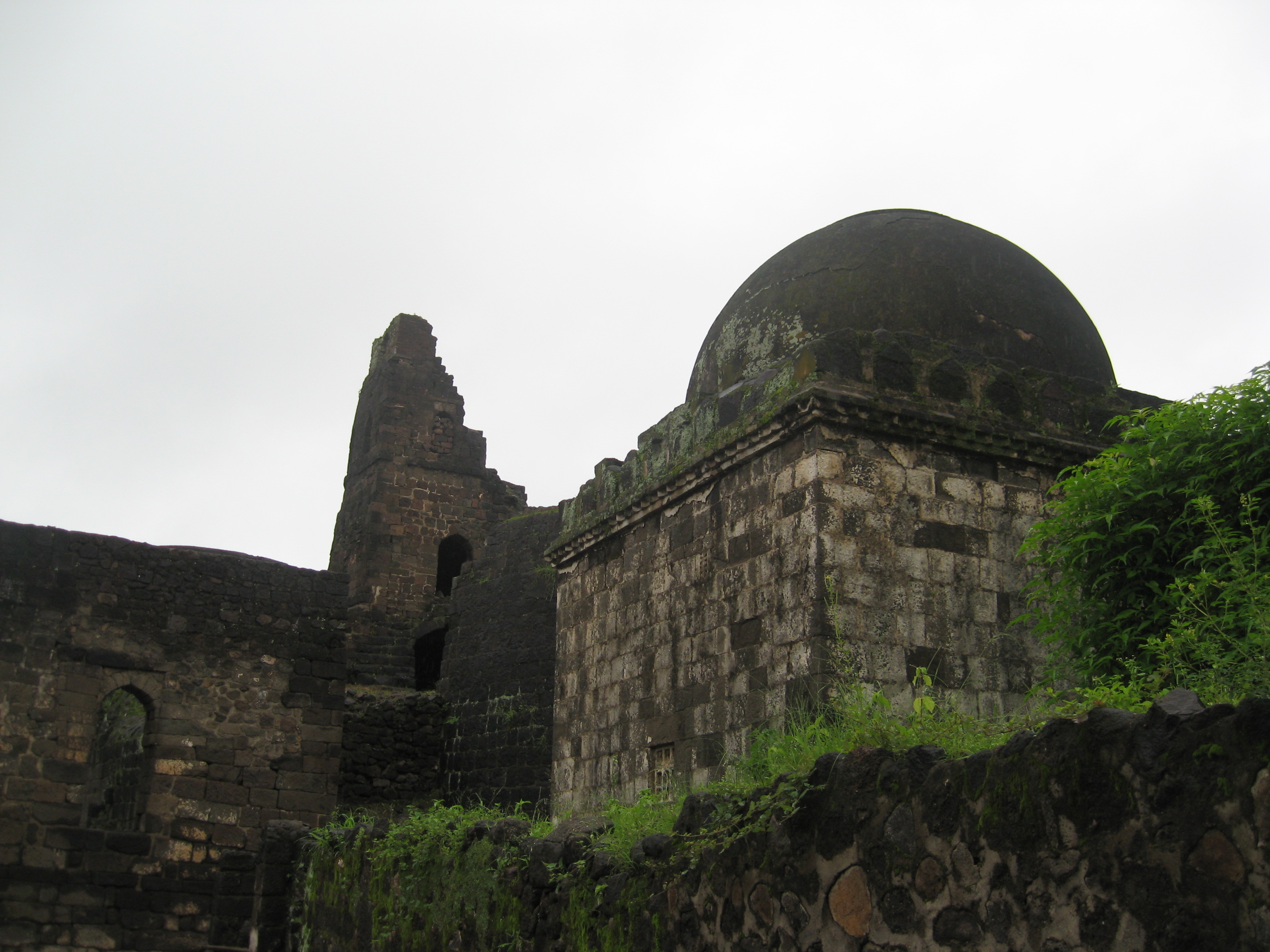
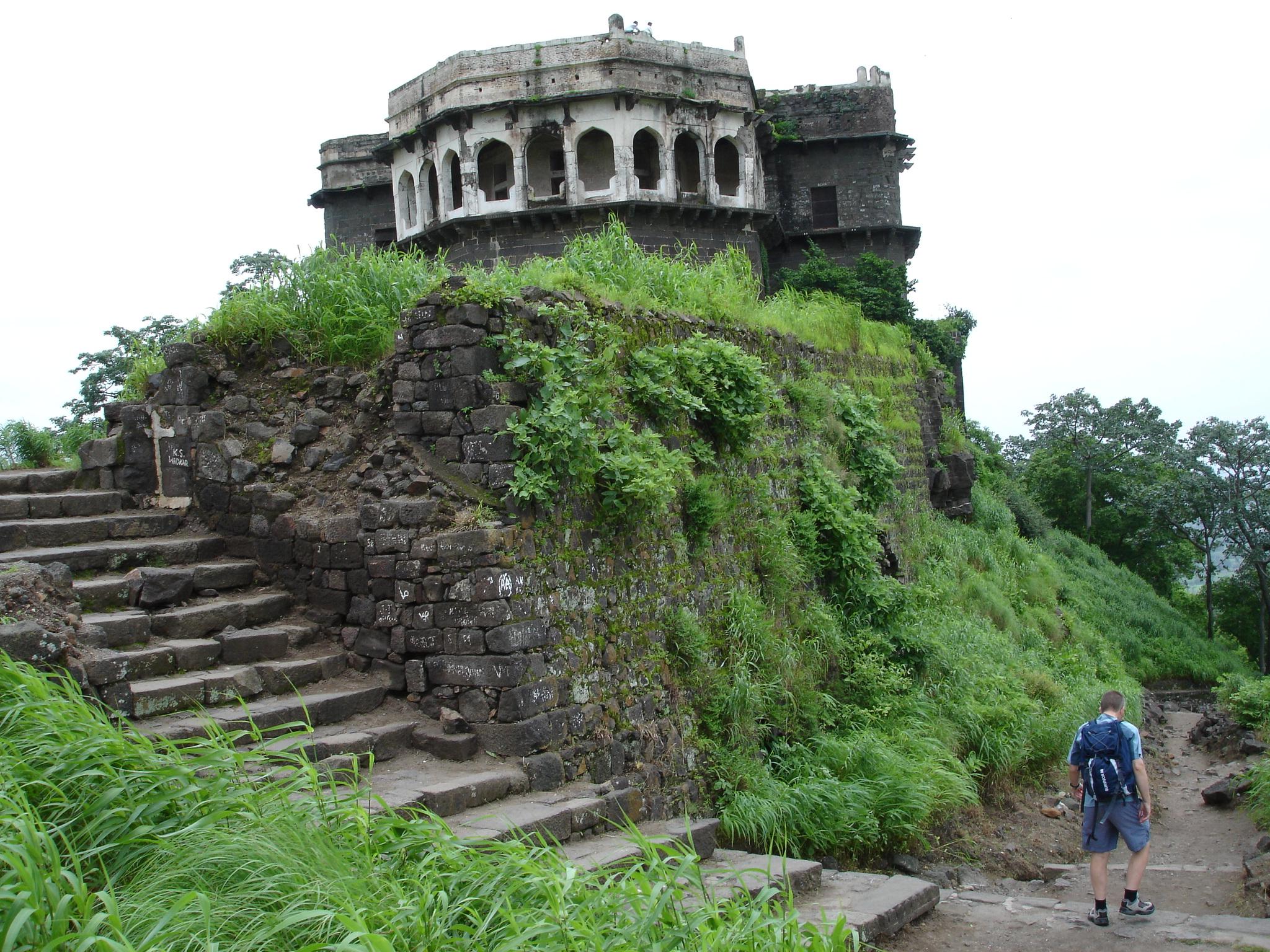
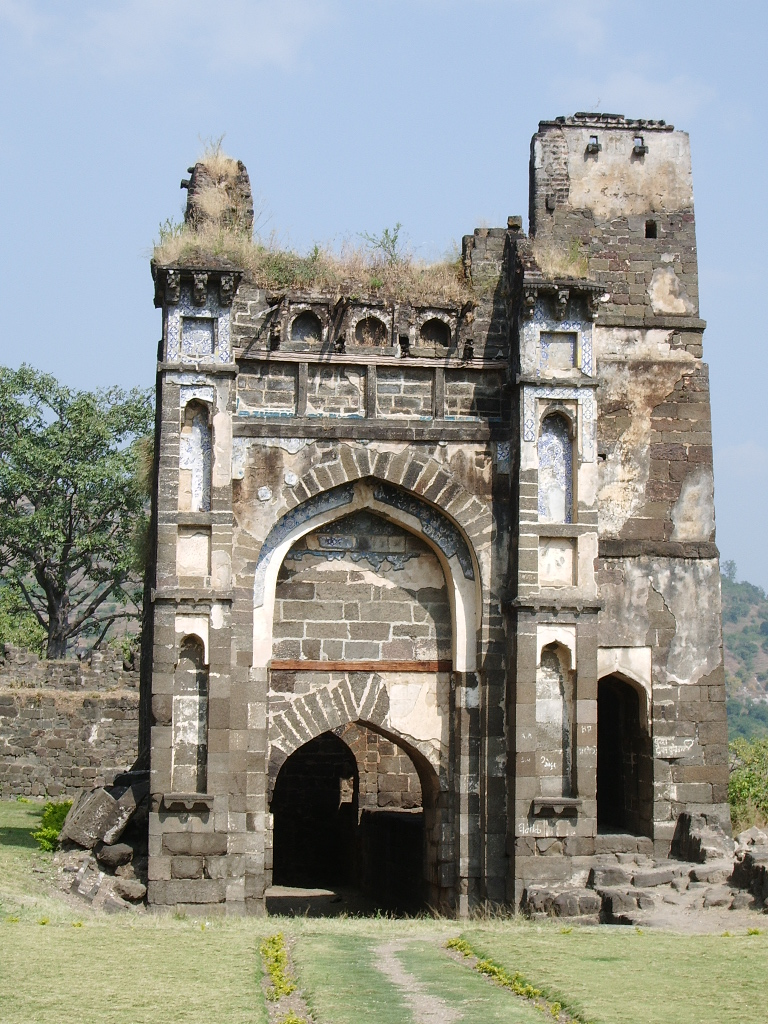
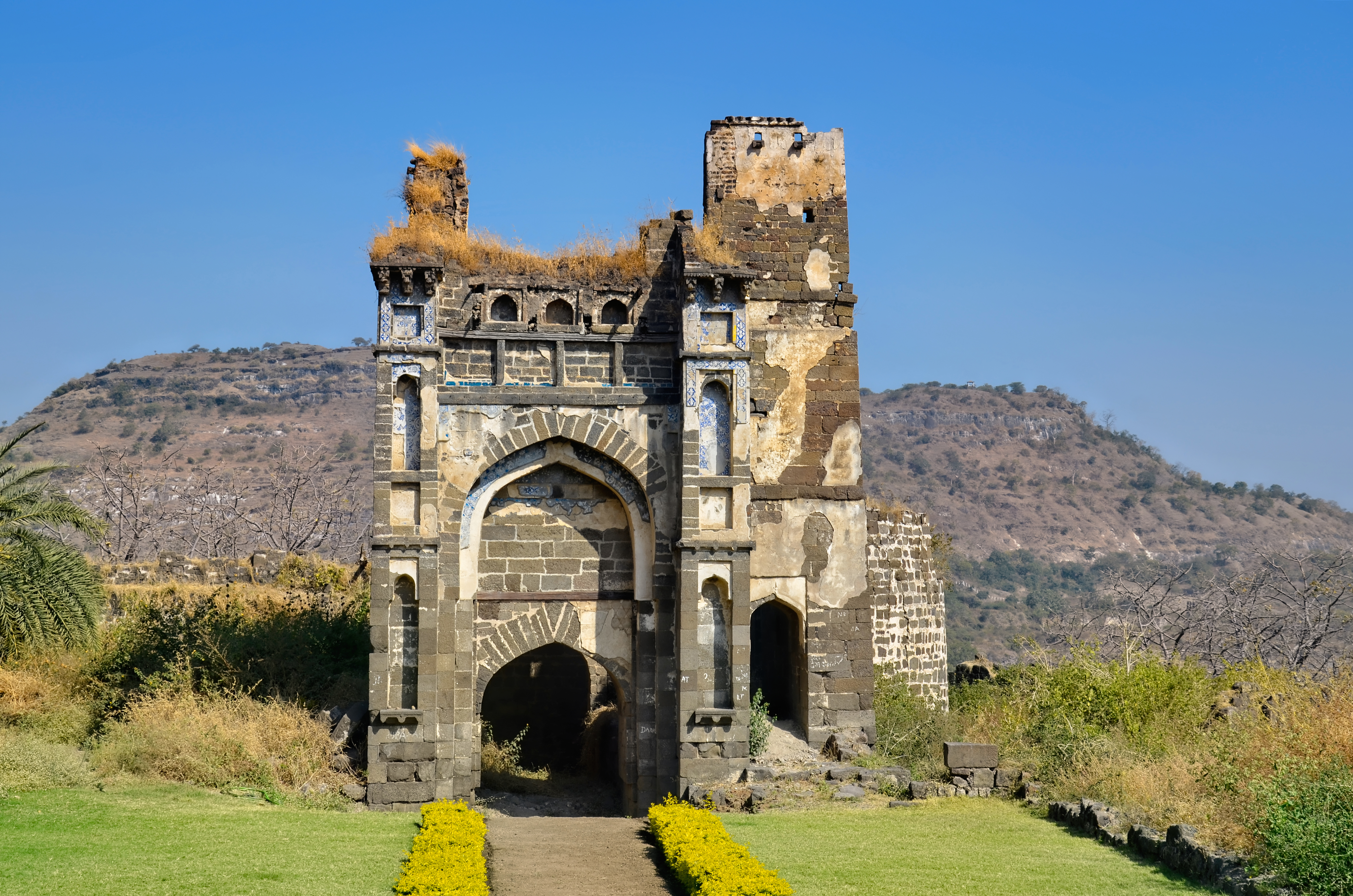
La prison dans le fort de Daulatabad. Janvier 2020.